# Болгарская улица (Мелитополь)
Болгарская улица (укр. Болгарська вулиця) — улица в Мелитополе. Начинается за зданиями проспекта Богдана Хмельницкого и выходит на пустырь около Каховского шоссе. Соединена с параллельно идущей улицей Леваневского двумя безымянными проездами.
Полностью представляет собой частный сектор. Покрытие грунтовое.

## Название
Первоначально улица называлась в честь Николая Эрнестовича Баумана (1873—1905), российского революционера-большевика немецкого происхождения.
В 2016 году, в рамках декоммунизации, улица была переименована в Болгарскую.

## История
До 1960 года на территории Болгарской улицы находились огороды современных улиц Леваневского и Белякова. 25 марта 1960 года на заседании горисполкома было принято решение о прорезке в этом месте сразу двух параллельно идущих улиц — Баумана и Толбухина.

## Галерея
|                                   |                       |                              |                                                        |
| въезд со стороны Каховского шоссе | жилой жом             | флюгер                       | вид на телебашню                                       |
|                                   |                       |                              |                                                        |
| трансформаторная подстанция       | железобетонные столбы | проезд на улицу Леваневского | начало улицы со стороны проспекта Богдана Хмельницкого |